# Выхино (бывшая деревня)
Вы́хино — бывшая деревня в Московской губернии, затем в Московской области, располагавшаяся к востоку от Москвы по обеим сторонам Рязанской дороги. К 1917 году была центром Выхинской волости Московского уезда Московской губернии. Включена в состав Москвы в 1960 году.

## История
В XVI—XVII веках у речки Голеди возникла деревня Стафурино, с XVII века известная как Выхонь. В XVII—XVIII веках Николо-Перервинский монастырь построил часовню в деревне. В середине XVII века Выхино переходит из вотчины Шереметевых к внуку Фёдора Ивановича Шереметева — Якову Никитичу Одоевскому, таким образом Выхино переходит к князьям Черкасским.
С 1743 года деревня Выхино входит в Кусковскую вотчину Шереметевых, произошло это из-за брака Варвары Алексеевны Черкасской с Петром Борисовичем Шереметевым, с этого момента Выхино становится центром хозяйственной жизни имения. В 1861 году Выхино становится центром Выхинской волости, простиравшейся от Карачарова до Краскова, включая Люберцы, Кусково, Перово, Кузьминки, Котельники, Капотню и десятки других сёл.
В 1930-е годы в Выхине организуется колхоз имени Ленина.
В 1960 году деревня Выхино стала частью Москвы — в составе сначала Ждановского района Москвы (1960—1969), а затем Волгоградского района (1969—1991).
Снос деревни начался во второй половине 1960-х годов. Северо-восточная часть деревни была освобождена под площадку нового электродепо Ждановского радиуса и завода ЗРЭПС. Остальную часть деревни, преимущественно на южной стороне, заняли новые микрорайоны с населением более ста тысяч жителей. В 1972—1977 годах заброшенная часть расселённой деревни застраивается комплексом зданий Московского института управления имени Серго Орджоникидзе (ныне Государственный университет управления).
Название бывшей деревни сохраняют современный московский район «Выхино-Жулебино», железнодорожная платформа, станция метро и электродепо метрополитена.